# Kalvene (stacja kolejowa)
Kalvene – stacja kolejowa w miejscowości Kalvenes stacija, w gminie Południowa Kurlandia, na Łotwie. Położona jest na linii Jełgawa - Lipawa.